# Cattleya nobilior
Cattleya nobilior är en orkidéart som beskrevs av Heinrich Gustav Reichenbach. Cattleya nobilior ingår i släktet Cattleya och familjen orkidéer. Inga underarter finns listade i Catalogue of Life.

## Bildgalleri

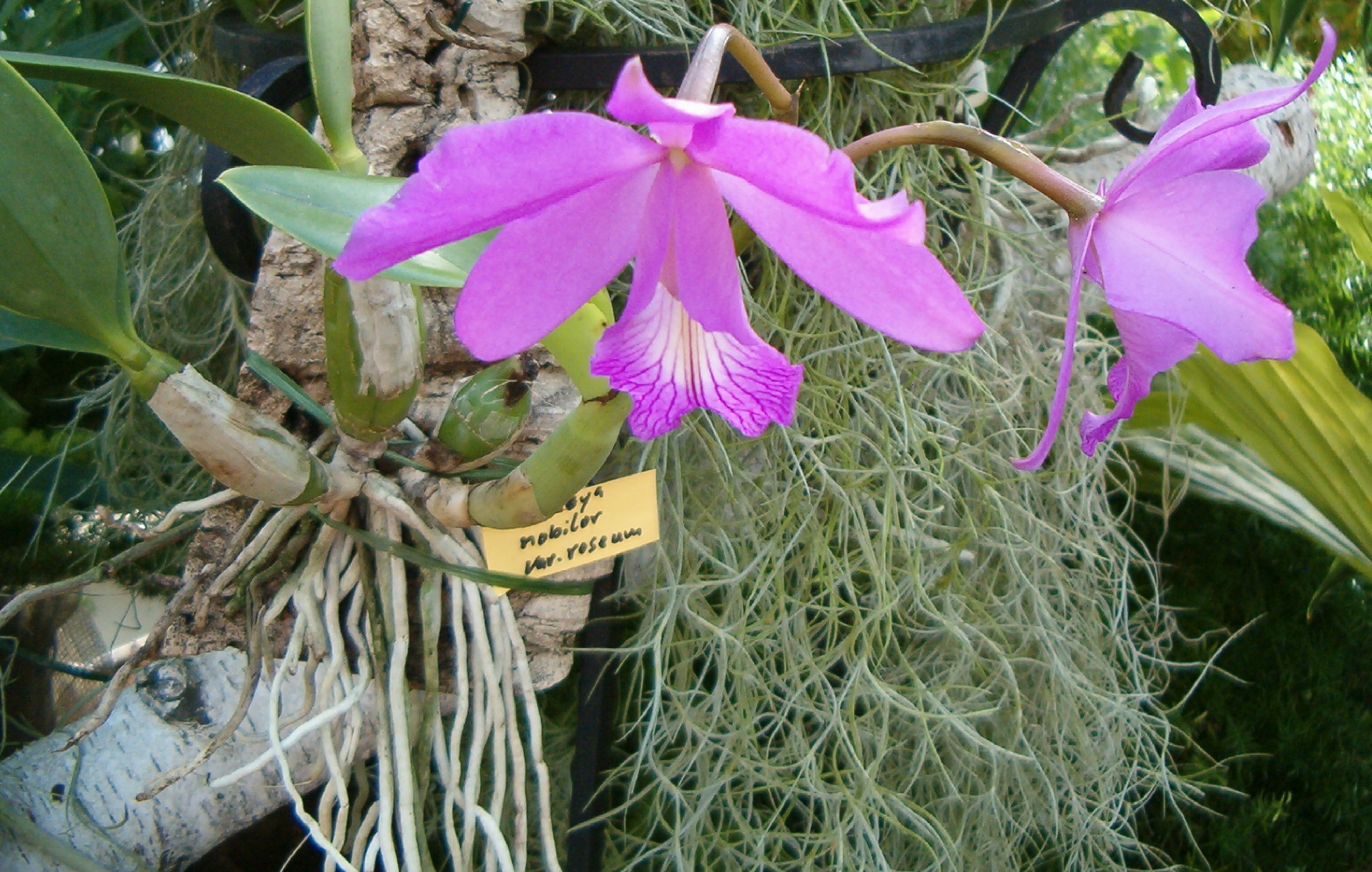
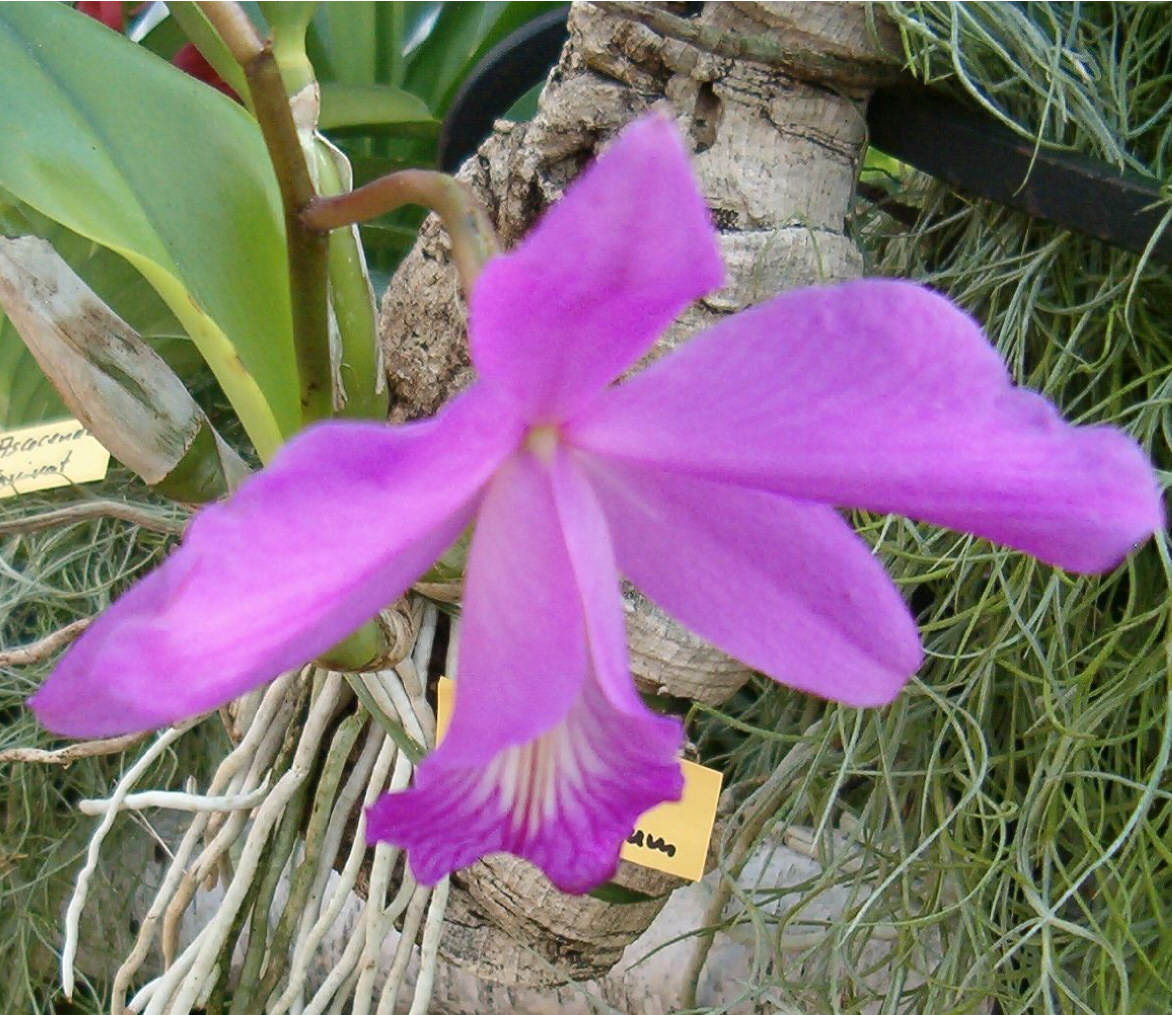